# Fionidae
Fionidae zijn een familie van weekdieren uit de klasse van de Gastropoda (slakken).

## Geslachten
- Fiona Alder & Hancock [in Forbes & Hanley], 1853
  - = Hymenaeolis A. Costa, 1866
  - = Oithona Alder & Hancock, 1851
- Tergiposacca Cella, Carmona, Ekimova, Chichvarkhin, Schepetov & Gosliner, 2016
- Zatteria Eliot, 1902

### Taxon inquirendum
- Myja Bergh, 1896
- Subcuthona Baba, 1949